# Seznam premiérů Československa
Premiér Československa byl předsedou československé vlády od vzniku republiky v roce 1918 až do jejího rozdělení 31. prosince 1992.

## První republika(1918–1938)
| Č.  |                                   | Portrét | Jméno                  | Nástup do úřadu    | Opuštění úřadu     | Strana                                                  | Poznámka                         | Počet křesel                                                     |
| --- | --------------------------------- | ------- | ---------------------- | ------------------ | ------------------ | ------------------------------------------------------- | -------------------------------- | ---------------------------------------------------------------- |
|     |                                   |         | Tomáš Garrigue Masaryk | 14. října 1918     | 14. listopadu 1918 | –                                                       | Prozatímní česko-slovenská vláda |                                                                  |
| 1.  |                                   |         | Karel Kramář           | 14. listopadu 1918 | 8. července 1919   | Česká státoprávní demokracie                            | Všenárodní koalice               |                                                                  |
| 1.  | Československá národní demokracie |         | Karel Kramář           | 14. listopadu 1918 | 8. července 1919   |                                                         | Všenárodní koalice               |                                                                  |
| 2.  |                                   |         | Vlastimil Tusar        | 8. července 1919   | 15. září 1920      | Československá sociálně demokratická strana dělnická    | Rudozelená koalice               | 151/300                                                          |
| 3.  |                                   |         | Jan Černý              | 15. září 1920      | 26. září 1921      | –                                                       | úřednická vláda                  | podloženo 178/300                                                |
| 4.  |                                   |         | Edvard Beneš           | 26. září 1921      | 7. října 1922      | –                                                       | Všenárodní koalice               | 178/300                                                          |
| 5.  |                                   |         | Antonín Švehla         | 7. října 1922      | 18. března 1926    | Republikánská strana zemědělského a malorolnického lidu | Všenárodní koalice               | 178/300 od voleb 9. 12. 1925 – 159/300                           |
| 6.  |                                   |         | Jan Černý              | 18. března 1926    | 12. října 1926     | –                                                       | úřednická vláda                  | podloženo 159/300                                                |
| 7.  |                                   |         | Antonín Švehla         | 12. října 1926     | 1. února 1929      | Republikánská strana zemědělského a malorolnického lidu | Panská koalice                   | 162/300                                                          |
| 8.  |                                   |         | František Udržal       | 1. února 1929      | 29. října 1932     | Republikánská strana zemědělského a malorolnického lidu | Široká koalice                   | 191/300                                                          |
| 9.  |                                   |         | Jan Malypetr           | 29. října 1932     | 5. listopadu 1935  | Republikánská strana zemědělského a malorolnického lidu | Široká koalice                   | 179/300 od 14. 2. 1934 – 164/300 od 4. 6. 1935 – 166/300         |
| 10. |                                   |         | Milan Hodža            | 5. listopadu 1935  | 22. září 1938      | Republikánská strana zemědělského a malorolnického lidu | Široká koalice                   | 166/300 od voleb 18. 12. 1935 – 172/300 od 21. 7. 1937 – 189/300 |
| 11. |                                   |         | Jan Syrový             | 22. září 1938      | 4. října 1938      | –                                                       | První vláda Jana Syrového        | podloženo 167/300                                                |

## Druhá republika(1938–1939)
| Č. |  | Portrét | Jméno        | Nástup do úřadu  | Opuštění úřadu   | Strana                 | Poznámka                                    |
| -- |  | ------- | ------------ | ---------------- | ---------------- | ---------------------- | ------------------------------------------- |
| 1. |  |         | Jan Syrový   | 4. října 1938    | 1. prosince 1938 |                        | Druhá vláda Jana Syrového (úřednická vláda) |
| 2. |  |         | Rudolf Beran | 1. prosince 1938 | 15. března 1939  | Strana národní jednoty | První vláda Rudolfa Berana                  |

## Československá vláda v emigraci
| Č. |  | Portrét | Jméno      | Nástup do úřadu   | Opuštění úřadu | Strana                       | Poznámka |
| -- |  | ------- | ---------- | ----------------- | -------------- | ---------------------------- | --- |
| 1. |  |         | Jan Šrámek | 21. července 1940 | 5. dubna 1945  | Československá strana lidová | První exilová vláda Jana Šrámka (21. července 1940 – 12. listopadu 1942) Druhá exilová vláda Jana Šrámka (12. listopadu 1942 – 5. dubna 1945) |

## Poválečné Československo(1945–1948)
| Č. |  | Portrét | Jméno             | Nástup do úřadu  | Opuštění úřadu   | Strana                             | Poznámka |
| -- |  | ------- | ----------------- | ---------------- | ---------------- | ---------------------------------- | --- |
| 1. |  |         | Zdeněk Fierlinger | 4. dubna 1945    | 2. července 1946 | Československá sociální demokracie | První vláda Zdeňka Fierlingera (4. dubna – 6. listopadu 1945) Druhá vláda Zdeňka Fierlingera (6. listopadu 1945 – 2. července 1946) |
| 2. |  |         | Klement Gottwald  | 2. července 1946 | 25. února 1948   | Komunistická strana Československa | První vláda Klementa Gottwalda (2. července 1946 – 25. února 1948)                                                                  |

## Komunistické Československo(1948–1989)
Do 1960 Československá republika, 1960–1990 oficiálně Československá socialistická republika
| Č. |  | Portrét                             | Jméno             | Nástup do úřadu  | Opuštění úřadu    | Strana                             | Vlády |
| -- |  | ----------------------------------- | ----------------- | ---------------- | ----------------- | ---------------------------------- | --- |
| 1. |  |                                     | Klement Gottwald  | 25. února 1948   | 15. června 1948   | Komunistická strana Československa | Druhá vláda Klementa Gottwalda (25. února 1948 – 15. června 1948) |
| 2. |  |                                     | Antonín Zápotocký | 15. června 1948  | 21. března 1953   | Komunistická strana Československa | Vláda Antonína Zápotockého a Viliama Širokého (15. června 1948 – 12. prosince 1954) |
| 3. |  | Viliam Široký                       | Viliam Široký     | 21. března 1953  | 20. září 1963     | Komunistická strana Československa | Vláda Antonína Zápotockého a Viliama Širokého (15. června 1948 – 12. prosince 1954) Druhá vláda Viliama Širokého (12. prosince 1954 – 11. července 1960) Třetí vláda Viliama Širokého (11. července 1960 – 20. září 1963) |
| 4. |  |                                     | Jozef Lenárt      | 20. září 1963    | 8. dubna 1968     | Komunistická strana Československa | Vláda Jozefa Lenárta (20. září 1963 – 8. dubna 1968) |
| 5. |  |                                     | Oldřich Černík    | 8. dubna 1968    | 28. ledna 1970    | Komunistická strana Československa | První vláda Oldřicha Černíka (8. dubna 1968 – 31. prosince 1968) Druhá vláda Oldřicha Černíka (1. ledna 1969 – 27. září 1969) Třetí vláda Oldřicha Černíka (27. září 1969 – 28. ledna 1970) |
| 6. |  |                                     | Lubomír Štrougal  | 28. ledna 1970   | 11. října 1988    | Komunistická strana Československa | První vláda Lubomíra Štrougala (28. ledna 1970 – 9. prosince 1971) Druhá vláda Lubomíra Štrougala (9. prosince 1971 – 11. listopadu 1976) Třetí vláda Lubomíra Štrougala (11. listopadu 1976 – 17. června 1981) Čtvrtá vláda Lubomíra Štrougala (17. června 1981 – 16. června 1986) Pátá vláda Lubomíra Štrougala (16. června 1986 – 20. dubna 1988) Šestá vláda Lubomíra Štrougala (21.4.1988 – 11.10.1988) |
| 7. |  | Obrázek této osoby není k dispozici | Ladislav Adamec   | 11. října 1988   | 7. prosince 1989  | Komunistická strana Československa | Vláda Ladislava Adamce (12. října 1988 – 7. prosince 1989) |
| -  |  |                                     | Marián Čalfa      | 7. prosince 1989 | 10. prosince 1989 | Komunistická strana Československa | Pověřen řízením ve vládě Ladislava Adamce (7. prosince 1989 – 10. prosince 1989) |

## Česká a Slovenská Federativní Republika(1990–1992)
| Č. |                             | Portrét | Jméno        | Nástup do úřadu   | Opuštění úřadu    | Strana                             | Vlády |
| -- | --------------------------- | ------- | ------------ | ----------------- | ----------------- | ---------------------------------- | --- |
| 1. |                             |         | Marián Čalfa | 10. prosince 1989 | 2. července 1992  | Komunistická strana Československa | první vláda Mariána Čalfy (10. prosince 1989 – 27. června 1990) druhá vláda Mariána Čalfy (27. června 1990 – 2. července 1992) |
| 1. | Verejnosť proti násiliu     |         | Marián Čalfa | 10. prosince 1989 | 2. července 1992  |                                    | první vláda Mariána Čalfy (10. prosince 1989 – 27. června 1990) druhá vláda Mariána Čalfy (27. června 1990 – 2. července 1992) |
| 1. | Občianska demokratická únia |         | Marián Čalfa | 10. prosince 1989 | 2. července 1992  |                                    | první vláda Mariána Čalfy (10. prosince 1989 – 27. června 1990) druhá vláda Mariána Čalfy (27. června 1990 – 2. července 1992) |
| 2. |                             |         | Jan Stráský  | 2. července 1992  | 31. prosince 1992 | Občanská demokratická strana       | Vláda Jana Stráského (2. července 1992 – 31. prosince 1992)                                                                    |